# Sylvain Mangeant
Jean Sylvain Mangeant, né le 4 août 1827 à Lectoure et mort le 18 août 1889 à Passy, est un violoniste, compositeur et chef d'orchestre français. 

## Biographie
Mangeant est l'auteur d'environ 140 compositions musicales du milieu et de la fin du XIXe siècle, en particulier pour des chansons et des pièces de boulevard. 
Prix de Solfège et premier accessit de violon au Conservatoire de Paris en 1847, il travaille vers 1850 comme premier chef d'orchestre pour le Théâtre historique puis signe en 1852 au Théâtre de la Gaîté et vers 1859 au Théâtre des Folies-Nouvelles.
Il meurt brutalement en 1889 et est inhumé au cimetière de Passy.

## Œuvres
Parmi ses nombreuses créations : 
- 1850 : Jean Bart, pièce historique en cinq actes et neuf tableaux représentée pour la première fois à Paris, sur le Théâtre de la Gaîté, le 18 mai ; livrets de Ferdinand de Villeneuve et de Auguste Pittaud de Forges ; musique de Mangeant ; Paris : Beck, libraire
- 1852 : Le Château de Grantier, drame en cinq actes représenté pour la première fois à Paris, sur le théâtre de la Gaîté, le 12 janvier ; livrets de Auguste Maquet ; décors de Eugène Cicéri et Étienne Bouillé, musique de Mangeant ; Paris : Michel Lévy frères, Libraires-éditeurs
- 1860 : Le Pied de mouton, féérie-ballet en 21 tableaux, imitée de Alphonse Martainville, représentée sur le théâtre de la Porte-Saint-Martin, le 8 septembre ; livrets de Cogniard frères et Hector Crémieux ; musique composée et arrangée par Mangeant et Alexandre Artus, éditions Barbré, Paris
- 1874 : Le Calife de la rue Saint-Bon, scènes de la vie turque mêlées de couplets ; livrets de Marc-Michel et Eugène Labiche ; musique de Mangeant ; Paris : Barbré éditeur